# 㵐西郡
㵐西郡，中国南北朝时设置的郡。
北周设置㵐西郡，治所在㵐西县，下辖㵐西县一县。属于随州，辖境相当于今湖北省随州市一带。隋文帝开皇三年（583年）废㵐西郡，㵐西县直辖于随州。